# Liza Minnelli
Liza Minnelli   (Los Angeles, 12 de març de 1946) és una cantant i actriu estatunidenca, filla del segon matrimoni de l'actriu Judy Garland amb el director de cinema Vincente Minnelli. El cognom Minnelli, d'origen italià, acostuma a figurar a la llengua anglesa només amb una n: Minelli.
També coneguda com "la núvia dels Estats Units", va aconseguir fama en 1972 gràcies a la pel·lícula Cabaret, amb la qual va guanyar l'Oscar a la millor actriu. És molt coneguda pel seu treball en espectacles en viu, tant comèdies musicals com recitals, amb els quals ha guanyat tres Premis Tony de Broadway, un d'ells Especial. També ha guanyat un Emmy, dos Globus d'Or, un BAFTA britànic i un Grammy Legend Award, juntament amb molts altres honors i premis. El juliol de 2011 va ser condecorada amb la Legió d'Honor pel govern francès. Liza Minnelli és una dels pocs artistes que han guanyat els quatre principals premis nord-americans de cinema, televisió, música i teatre: l'Oscar, l'Emmy, el Grammy i el Tony.

## Biografia
Minnelli va néixer el 12 de març de 1946 al Cedars-Sinai Medical Center de Beverly Boulevard a Los Angeles. És filla de Judy Garland i Vincente Minnelli. Els seus pares li van posar el nom de la cançó d'Ira Gershwin " Liza (All the Clouds'll Roll Away) ". Minnelli té una mitja germana, Lorna, i un mig germà, Joey, del matrimoni de Garland amb Sid Luft. Té una altra mitja germana, Christiane Nina Minnelli (anomenada Tina Nina), del segon matrimoni del seu pare. Els padrins de Minnelli eren Kay Thompson i Ira Gershwin. La primera experiència de Minnelli al cinema va ser als tres anys apareixent a l'escena final del musical In the Good Old Summertime (1949); la pel·lícula és protagonitzada per Garland i Van Johnson. El 1961 es va traslladar a la ciutat de Nova York, assistint a la High School of Performing Arts i més tard a la Chadwick School.

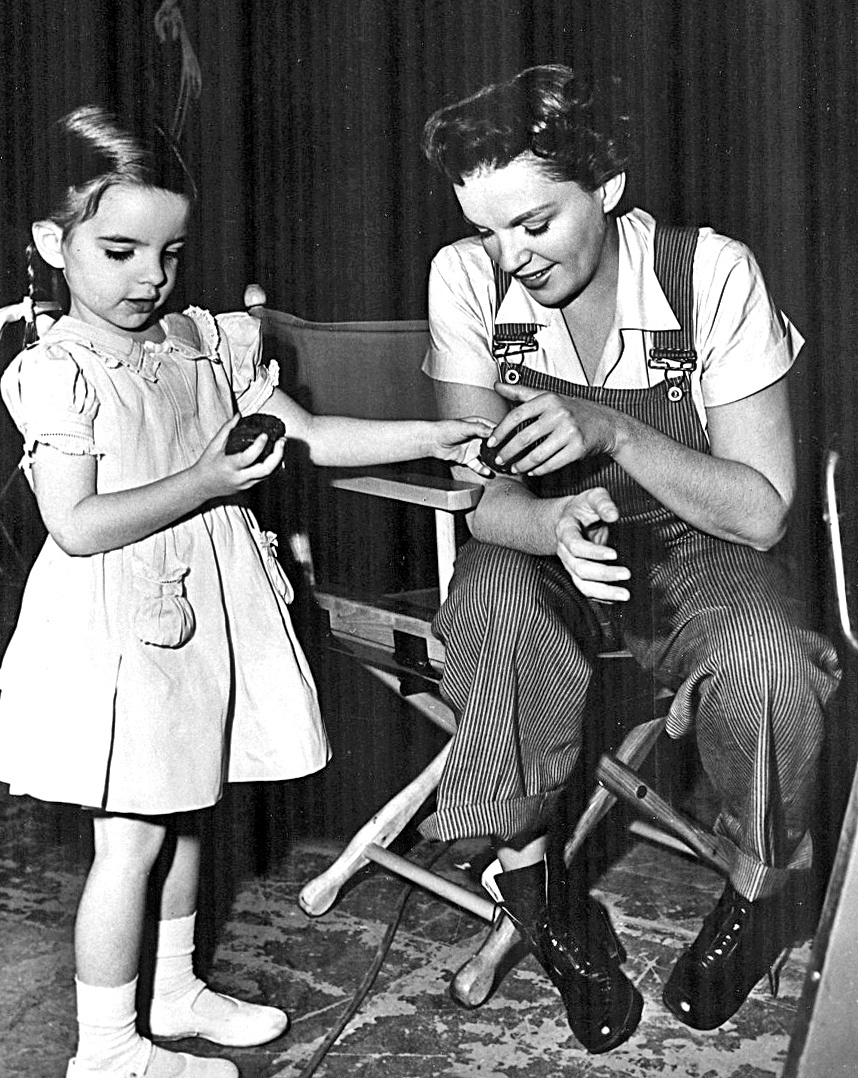
Minnelli amb la seva mare al plató de Summer Stock el 1950

### Començaments
Amb tres anys, Liza Minnelli va fer la primera aparició al cinema, concretament a l'escena final del musical de 1949 In the Good Old Summertime, protagonitzada per la seva mare i Van Johnson.

### Teatre
Durant l'any 1961, Minnelli va ser aprenent a la Cape Cod Melody Tent a Hyannis, Massachusetts. Va aparèixer al cor de Flower Drum Song i va interpretar el paper de Muriel a Take Me Along. Va començar a actuar professionalment als 17 anys el 1963 en un renaixement fora de Broadway del musical Best Foot Forward, pel qual va rebre el premi Theatre World.
L'any següent, la seva mare la va convidar a actuar amb ella en un concert al London Palladium. Tots dos concerts van ser gravats i publicats com a disc. Va assistir a Scarsdale High School durant un any, protagonitzant una producció de The Diary of Anne Frank que després va anar a Israel de gira. Va tornar a Broadway als 19 anys i va guanyar el seu primer premi Tony com a actriu principal per Flora the Red Menace. Va ser la primera vegada que treballava amb la parella musical John Kander i Fred Ebb.
El 1963, a 16 anys, la Liza va començar a actuar a Broadway, al musical Best Foot Forward. L'any següent, va acompanyar la seva mare a les seves actuacions al London Paladium.

### Música
Minnelli va començar com a cantant de discoteca quan era adolescent, va fer el seu debut professional a la discoteca a 19 anys a l'hotel Shoreham de Washington, DC. Aquest mateix any va començar a aparèixer en altres clubs i als escenaris de Las Vegas, Los Angeles, Chicago, Miami., i la ciutat de Nova York. El seu èxit com a intèrpret en directe va fer que enregistrés diversos àlbums per a Capitol Records: Liza! Liza! (1964), Em sorprèn (1965) i Hi ha temps (1966). En els seus primers anys, va gravar estàndards pop tradicionals, així com cançons d'espectacles de diversos musicals en què va protagonitzar. Per aquest fet, William Ruhlmann la va anomenar "la germana petita de Barbra Streisand ". Els àlbums de Capitol Liza! Liza!, It Amazes Me i There Is A Time es van reeditar al recopilatori de dos CD The Capitol Years el 2001, completament.
El 1965 va guanyar un premi Tony per Flora the Red Menace. També va rebre un altre premi Tony per The Act el 1978 i un Tony especial el 1974. El 1984 va ser nominada per The Rink però va perdre davant la seva companya de repartiment Chita Rivera. El 2009 va tornar a rebre el guardó pel seu recital Liza's at the Palace.
Des de 1968 fins a la dècada de 1970, també va gravar els seus àlbums Liza Minnelli (1968), Come Saturday Morning i New Feelin' (tots dos de 1970) per a A&M Records. Va publicar The Singer (1973) i Tropical Nights (1977) a Columbia Records.
El 1989, Minnelli va col·laborar amb els Pet Shop Boys a Results, un àlbum d'estil de ball electrònic. El llançament va arribar al top 10 del Regne Unit i es va classificar als EUA, generant quatre senzills: "Losing My Mind", "Don't Drop Bombs", "So Sorry, I Said", i " Love Pains ". Més tard aquell any, va interpretar "Losing My Mind" en directe a la cerimònia dels premis Grammy abans de rebre un premi Grammy Legend (els primers premis Grammy Legend es van lliurar el 1990 a Minnelli, Andrew Lloyd Webber, Smokey Robinson i Willie Nelson). Amb aquest premi, es va convertir en una de les 16 persones que inclou el compositor Richard Rodgers, Whoopi Goldberg, Barbra Streisand i John Gielgud i altres, per guanyar un Emmy, un Grammy, un Tony i un Oscar.
L'abril de 1992, Minnelli va aparèixer al concert d'homenatge al seu difunt amic Freddie Mercury, interpretant "We Are the Champions" amb els membres supervivents de la banda de rock Queen a l'estadi de Wembley de Londres. El 1996, Minnelli va llançar un àlbum d'estudi titulat Gently. Va ser una gravació d'estàndards de jazz i incloïa cançons contemporànies com la portada de Does He Love You que va interpretar a duet amb Donna Summer. Aquest àlbum li va portar una nominació als Grammy a la millor interpretació vocal pop tradicional.
El 2006, Minnelli va aparèixer a l'àlbum The Black Parade de My Chemical Romance, proporcionant cors i cantant una part en solitari amb Gerard Way a la cançó "Mama". Minnelli va ser nominada el 2009 al millor àlbum vocal pop tradicional pel seu estudi enregistrant Liza's at the Palace...!, basat en el seu reeixit programa de Broadway. Minnelli va llançar un àlbum al segell Decca Records titulat Confessions el 21 de setembre de 2010.

### Cinema

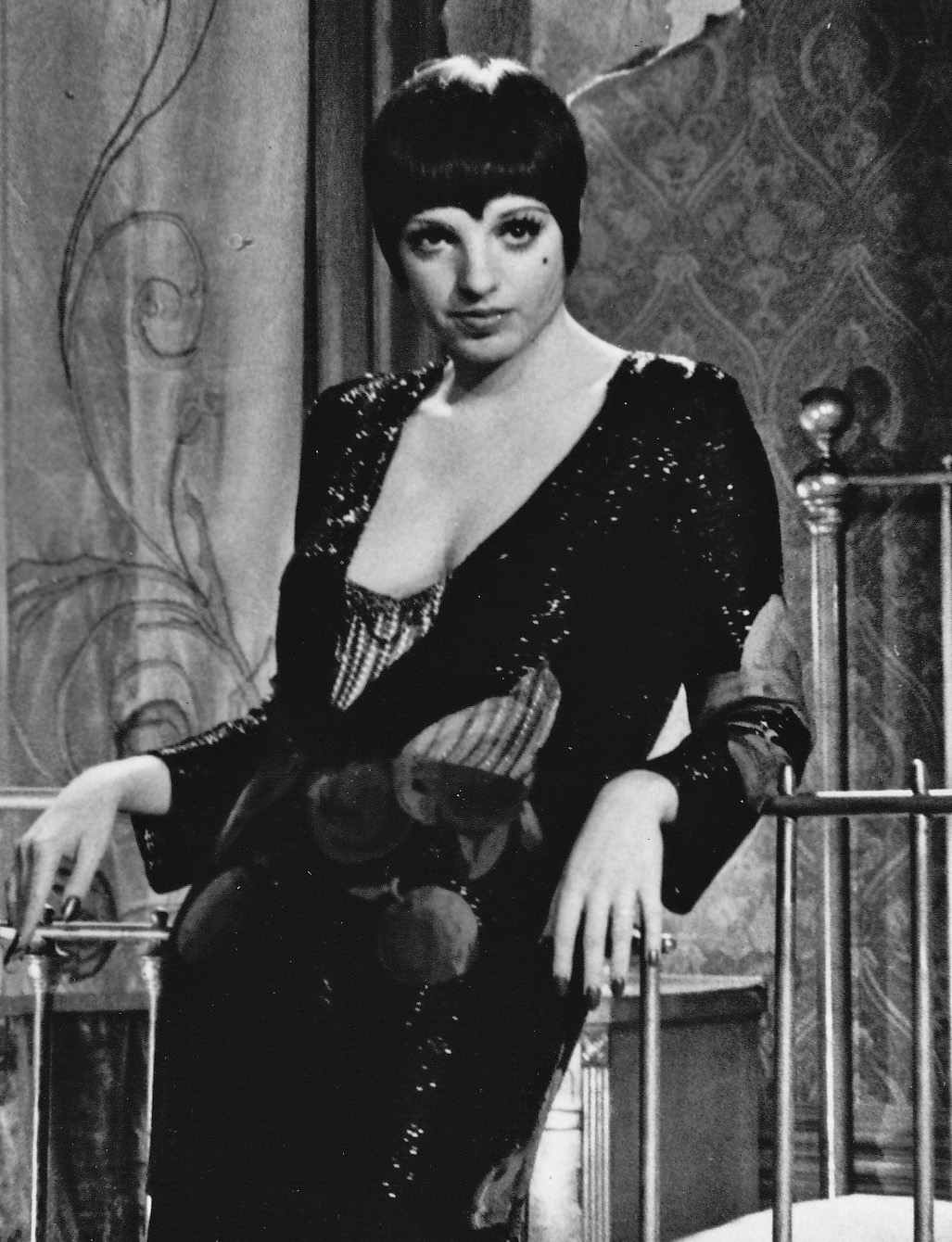
Com Sally Bowles a Cabaret

La primera aparició de Minnelli al cinema és com el nadó a l'últim pla de la pel·lícula de la seva mare In the Good Old Summertime (1949). El seu primer paper acreditat al cinema va ser com l'interès amorós a Charlie Bubbles (1967), l'única pel·lícula d'Albert Finney com a director i protagonista, tot i que quatre anys abans, va fer treballs de veu en off per a la pel·lícula d'animació Journey Back to Oz, una seqüela de The Mag d'Oz. Minnelli va ser la veu de Dorothy (un personatge interpretat a la pel·lícula anterior per la seva mare Judy Garland) en el que hauria estat el seu primer paper de pel·lícula acreditat si s'hagués estrenat el 1964 tal com estava previst: la producció de Filmation es va retardar i finalment es va estrenar al Regne Unit durant 1972.
Minnelli va aparèixer a The Sterile Cuckoo (1969), el primer llargmetratge d'Alan J. Pakula, com Pookie Adams, una adolescent excèntrica i necessitada. La seva actuació va ser nominada a l'Oscar a la millor actriu. Va interpretar un altre personatge excèntric a Tell Me That You Love Me, Junie Moon (1970), dirigida per Otto Preminger. Una escena de nu d'aquella pel·lícula, filmada en un cementiri de Massachusetts, va donar lloc a una denúncia per delicte menor per part de la família dels enterrats allí, i l'any següent es va presentar un "Liza Minnelli Bill" per penalitzar el rodatge als cementiris de Massachusetts sense permís.
Minnelli va aparèixer en el seu paper cinematogràfic més conegut, Sally Bowles, a la versió cinematogràfica de Cabaret (1972). Va dir que una de les coses que va fer per preparar-la va ser estudiar fotografies de les actrius Louise Glaum i Louise Brooks i les dones de cabell fosc de l'època en què està ambientada la pel·lícula. Minnelli va guanyar l'Oscar a la millor actriu per la seva actuació, juntament amb un Premi Globus d'Or, un BAFTA i també un premi Sant Jordi i un premi David di Donatello a la millor actriu estrangera.
Després de l'èxit de Cabaret, Bob Fosse i Minnelli van fer equip per a Liza amb una 'Z'. Un concert per a la televisió, un especial televisiu. El programa es va emetre dues vegades a la televisió i no es va tornar a veure fins al llançament en DVD el 2006.
Minnelli va aparèixer en tres fracassos cars en tres anys. Primer va ser Lucky Lady (1975), després va treballar amb el seu pare a Nina, una qüestió de temps (1976), protagonitzada per Ingrid Bergman i després New York, New York (1977), que va donar a Minnelli la seva cançó d'autor més coneguda. De vegades va fer duets a l'escenari amb Frank Sinatra, que va gravar una versió (per al seu àlbum Trilogy: Past Present Future).
Minnelli va fer menys aparicions al cinema a partir d'aleshores, però la seva següent pel·lícula, Arthur, el solter d'or (1981), on va protagonitzar l'interès amorós de Dudley Moore, va ser un gran èxit. Va tornar al cinema per a Rent-A-Cop i Arthur 2: On the Rocks (tots dos 1988) i Stepping Out (1991), un drama musical de comèdia. Més tard va aparèixer a The Oh in Ohio el 2006, que va rebre només un llançament limitat als cinemes.

### Televisió

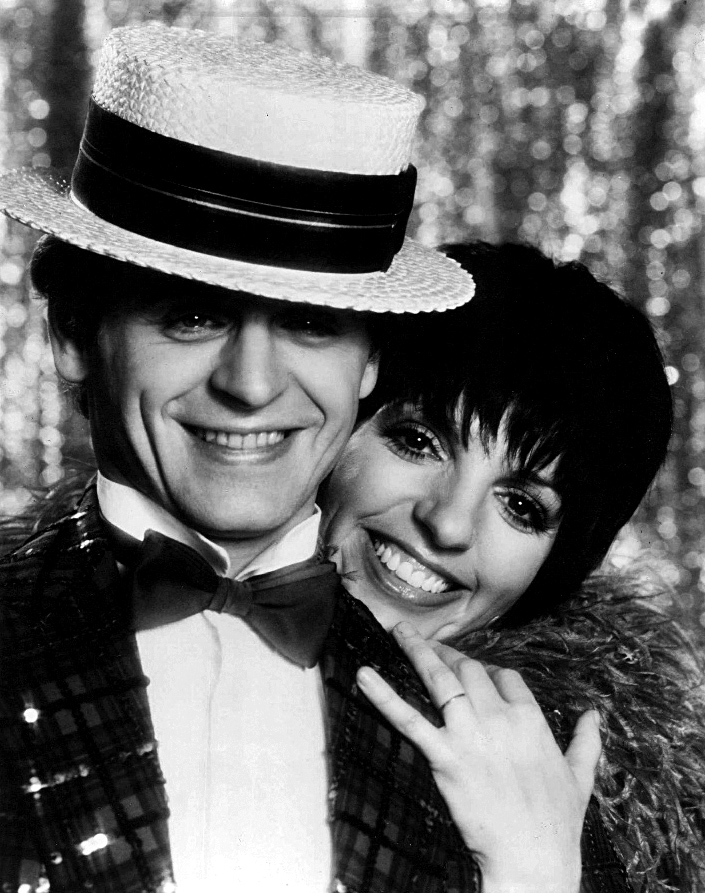
Mikhaïl Baríxnikov i Minnelli a Baryshnikov a Broadway, 1980

Durant la dècada de 1950, Minnelli va aparèixer com a convidat infantil al programa d'Art Linkletter i va cantar i ballar amb Gene Kelly al seu primer especial de televisió el 1959. Va ser una estrella convidada en un episodi de Ben Casey i va ser una convidada freqüent als programes de xat del dia, incloent-hi nombroses aparicions en programes presentats per Jack Paar, Merv Griffin, Mike Douglas, Joe Franklin, Dinah Shore i Johnny Carson. Durant la dècada de 1960, va fer diverses aparicions com a convidada a Rowan &amp; Martin's Laugh-In, així com en altres programes de varietats com The Ed Sullivan Show, The Hollywood Palace i The Judy Garland Show.

### Matrimonis
Com la seva mare, Minnelli ha tingut uns quants matrimonis, i ha estat lligada sentimentalment a unes altres personalitats del món artístic com són el director Martin Scorsese, el pianista Billy Stritch, el ballarí Mikhail Baryshnikov o els actors Peter Sellers i Desi Arnaz Jr.
Els seus marits han estat:
1. Peter Allen (3 de març de 1967-1972). Nascut a Austràlia, Allen, que va morir de complicacions de la SIDA el 1992, va ser el protegit de Judy Garland a mitjans dels 60.
2. Jack Haley Jr. (5 de setembre de 1974-1979), productor i director. El seu pare, Jack Haley va ser coprotagonista de la pel·lícula de Judy Garland "El màgic d'Oz".
3. Mark Gero (4 de desembre de 1979 - 1992), escultor.
4. David Gest (16 de març del 2002 - 25 de juliol del 2003), promotor de concerts. La parella va anunciar a la premsa a les darreries del 2002 que adoptarien a una nena de tres anys, que es diria Serena Gest. Van anunciar el divorci el 2003.

## Filmografia
| Any  | Pel·lícula                                    | Paper              | Notes                                                                                             |
| ---- | --------------------------------------------- | ------------------ | ------------------------------------------------------------------------------------------------- |
| 1949 | In the Good Old Summertime                    | Bebè               |                                                                                                   |
| 1967 | Charlie Bubbles                               | Convidada          |                                                                                                   |
| 1969 | The Sterile Cuckoo                            | Eliza              | Nominació − Oscar a la millor actriu Nominació − Globus d'Or a la millor actriu dramàtica         |
| 1970 | Tell Me That You Love Me, Junie Moon          | Junie Moon         |                                                                                                   |
| 1972 | Cabaret                                       | Sally Bowles       | Oscar a la millor actriu Globus d'Or a la millor actriu musical o còmica BAFTA a la millor actriu |
| 1974 | Això és l'espectacle (That's Entertainment!)  | Narradora          |                                                                                                   |
| 1974 | Journey Back to Oz                            | Dorothy            | Veu                                                                                               |
| 1975 | Lucky Lady                                    | Claire             | Nominació − Globus d'Or a la millor actriu musical o còmica                                       |
| 1976 | Nina, una qüestió de temps (A Matter of Time) | Nina               |                                                                                                   |
| 1976 | Silent Movie                                  | Ella mateixa       |                                                                                                   |
| 1977 | New York, New York                            | Francine Evans     | Nominació − Globus d'Or a la millor actriu musical o còmica                                       |
| 1981 | Arthur, el solter d'or                        | Linda Marolla      | Nominació − Globus d'Or a la millor actriu musical o còmica                                       |
| 1987 | Pinocchio and the Emperor of the Night        |                    | Veu                                                                                               |
| 1988 | Rent-a-Cop                                    | Della Roberts      |                                                                                                   |
| 1988 | Arthur 2: On the Rocks                        | Linda Marolla Bach |                                                                                                   |
| 1991 | Stepping Out                                  | Mavis Turner       |                                                                                                   |
| 2006 | The OH in Ohio                                | Alyssa Donahue     |                                                                                                   |
| 2010 | Sex and the City 2                            | Wedding Minister   | Cameo                                                                                             |

## Televisió
| Any       | Títol                                         | Notes                                                                  |
| --------- | --------------------------------------------- | ---------------------------------------------------------------------- |
| 1965      | The Dangerous Christmas of Red Riding Hood    |                                                                        |
| 1972      | Liza with a Z                                 | Primetime Emmy al millor programa de música o de varietats             |
| 1980      | Goldie and Liza Together                      | Nominació − Primetime Emmy al millor programa de música o de varietats |
| 1984      | Faerie Tale Theatre                           | "La princesa i el pèsol" (fent de La Princesa)                         |
| 1985      | A Time to Live                                | Globus d'Or a la millor actriu en minisèrie o telefilm                 |
| 1987      | Minnelli on Minnelli: Liza Remembers Vincente | Nominació − Primetime Emmy al millor programa especial d'informació    |
| 1988      | Sam Found Out: A Triple Play                  |                                                                        |
| 1993      | Liza Minnelli Live from Radio City Music Hall | Nominació − Primetime Emmy al millor programa de música o de varietats |
| 1994      | Parallel Lives                                |                                                                        |
| 1995      | The West Side Waltz                           |                                                                        |
| 1999      | Jackie's Back!                                |                                                                        |
| 2003−2013 | Arrested Development                          |                                                                        |
| 2006      | Family Guy: No Meals on Wheels                |                                                                        |

## Teatre
| Any  | Espectacle              | Paper          | Notes |
| ---- | ----------------------- | -------------- | --- |
| 1963 | Best Foot Forward       |                | Guanyà el Premi Theatre World |
| 1965 | Flora, The Red Menace   | Flora Mezaros  | Guanyà el Premi Tony a la Millor Actriu Protagonista de Musical                                                                  |
| 1974 | Liza                    |                | Especial |
| 1975 | Chicago                 | Roxie Hart     | Substituint provisionalment Gwen Verdon                                                                                          |
| 1978 | The Act                 | Michelle Craig | Guanyà el Premi Tony a la Millor Actriu Protagonista de Musical                                                                  |
| 1984 | The Rink                | Angel          | Nominada al Premi Tony a la Millor Actriu Protagonista de Musical Nominada al Premi Drama Desk a Actriu Més Destacada de Musical |
| 1996 | Victor / Victoria       | Victoria Grant | Substituint Julie Andrews |
| 1999 | Minnelli on Minnelli    |                | Concert especial |
| 2008 | Liza's at the Palace... |                | Concert especial |